# Maison Frankinet
La Maison Frankinet  ou Maison-atelier d'Édouard Frankinet est un immeuble de style Art nouveau réalisé en 1903 par l’architecte Édouard Frankinet  comme habitation personnelle et atelier. Elle se situe à Woluwé-Saint-Lambert (région de Bruxelles-Capitale) en Belgique. 
Elle est reprise sur la liste des monuments classés de Woluwe-Saint-Lambert depuis le 2 avril 1999 à l'instar des immeubles voisins des numéros 15, 17 et 19..

## Situation
Cet immeuble est situé au no 21 de la rue des Rogations à Woluwé-Saint-Lambert à proximité du boulevard Brand Whitlock dans une rue où ont été érigés de nombreux immeubles de style Art nouveau comme les numéros 17, 19, 75 et 89 dus également à Édouard Frankinet et le no 15 réalisé par Camille Damman.

## Histoire
Édouard Frankinet (1877-1937) a bâti cette maison pour y résider et y installer son cabinet ainsi que son atelier d'architecte de 1903 à 1907.
La façade et le sgraffite ont été restaurés au début des années 2010. La porte d'entrée et l'oriel ont retrouvé leur couleur bois d'origine.

## Description
La façade de cet immeuble est à elle seule une synthèse des principaux éléments qui caractérisent par leur structure et leur ornement le style Art nouveau géométrique à Bruxelles. On y trouve :
- deux travées asymétriques (sauf sur le niveau supérieur),
- une diversité et une polychromie des matériaux de construction : des moellons de grès jaunes, ocre et verts, de la brique rouge, de la pierre d'Euville originellement blanche et de la pierre bleue (pierre de taille),
- des baies différentes : rectangulaires, en anse de panier, en arc en plein cintre ou à meneaux,
- un arc outrepassé coiffant l'oriel de la travée droite,
- une ferronnerie au balcon du premier étage,
- des sculptures sur pierre (deux têtes sculptées, bandeaux en moulures),
- des sculptures sur bois (porte d'entrée : sept masques, panneaux rectangulaires, lignes courbes; oriel : demi-cercles sur carreaux),
- des vitraux polychromes (scène avec un paon sur la porte d'entrée),
- des vitraux monochromes sur les petits carreaux de plusieurs baies,
- des petits bois sur plusieurs baies,
- un oriel rectangulaire en bois reposant sur deux consoles en pierre (travée gauche),
- deux oriels de plan triangulaire superposés (travée droite),
- deux ancres de façade ouvragées,
- un alignement de six baies identiques au dernier niveau,
- un sgraffite de Paul Cauchie sur l'entablement sous la corniche : dessin à motif floral comprenant deux médaillons représentant des figures féminines,
- une corniche proéminente sur modillons de bois.

## Sources
- Marie Resseler, Top 100 Art nouveau/Bruxelles, Éditions Aparté, 2010, pages 120/121.
- http://www.irismonument.be/fr.Woluwe-Saint-Lambert.Avenue_des_Rogations.21.html